# لاميا (أساطير سلافية)
اللاميا (جمعها: لامياك أو لاميناك) هي مخلوق يشبه النيريد أو السايرن من الأساطير الباسكية ومخلوقات اللامياك أو اللاميناك أو اللامينياك يعيشن في النهر، هن مخلوقات فاتنة يمشطن شعورهن الطويلة بأمشاطهن الذهبية على ضفة النهر ويسحرن الرجال بجمالهن ولديهن أقدام بطة.
آمن البعض في المناطق الساحلية أنه يوجد أتساسلامياك تعيش في البحر ولديها أذيال السمك – نوع من أنواع حوريات البحر.

## الاعتقادات
تساعد اللامياك أولئك الذين يهدونهن الهدايا في أعمالهم؛ فلو ترك مزارع طعاما لهن على ضفة النهر فإنهن سيتناولنه مساء وبالمقابل سينهين عنه أعماله في الحقل، كما آمنوا في بعض المناطق أن الجسور بنتها اللامياك بالمساء. ومن بعض تلك المناطق: إبراين (بلدية بيداري، منطقة نبرة السفلى)، أزالاين (مدينة أندوين في مقاطعة غيبوثكوا)، أوركولو (بلدية ساليناس دي لينيث في مقاطعة غيبوثكوا)، بلدية ليغيناغا أستو (محافظة لابورد).
في بعض المناطق توجب على اللامياك المغادرة في حال أتى الصباح ولم ينتهين من بناء الجسر ليلا، كما آمن الناس بأن اللامياك يتركن النهر في حال كان هناك حجرا مفقودا، وأغلب اللامياك اختفين حين بنى البشر كنائس صغيرة في الغابة. كما آمنوا بأن اللاميا موجودة في الجهة الأخرى من قوس المطر تمشط شعرها وأنه حينما تنعكس أشعة الشمس على شعرها سيظهر قوس المطر.
كما ذكر ببعض الاساطير في بعض المناطق انه يتواجد ذكور لامياك يقومون ببناء المناطير (الدولمن) ليلا، في بعض الأحيان يدخلون المساكن حينما يكون أصحابها نيام، ويملكون أسماء عديدة: مايديك، مايرياك، مايرواك، أنتيزواك (في بلدية أويارثون في مقاطعة غيبوثكوا) سايندي مايدي (في نبرة السفلى).
تمت تسميته العديد من المواقع الجغرافية بأسماء مرتبطة باللامياك: لاميكيز (ماركاينا)، لامينابوتزو (في زيانوراي)، لاميتِغي (في بيدايو)، لاميراين (في أرانو)، لاموسين (ساري) لامينيوسين (أتوان).

## انظر إلى
- Basajaun
- Sorginak
- ماري